# Храм Светог великомученика Прокопија у Чукуровцу
Храм Светог великомученика Прокопија у Чукуровцу  један је од верских објеката с почетка 20.  века у саставу Српске православане цркве у Епархији нишкој, под надзором архијерејског намесника са седиштем у Алексинцу, у општини Алексинац у Нишавском округу.

## Историја
Храм у Чукуровцу саграђен је на темељима цркве из античког периода. Први пут се помиње у турском попису из 1516. године, а касније у пописима из 1536, 1572. и 1834. године.
У Првом српско-турском рату 1876. године храм је девастиран а потом спаљен до темеља.
Када је током 1913. године, на црквишту некадашњег храма ископана кадионица и велики златни крст, на иницијативу верника започета је изградња храма, која је прекинута након почетка Првог светског рата. Градња је настављена 1920. године, а у потпуности храм је завршена 1926. године.
Храм је освештао епископ нишки и први митрополит загребачки др Доситеј Васић 1926. године. Први свештеник који је службовао у овој парохији био је руски емигрант Алексеј Рутковић.
Иконостас је рађен у периоду градње храма, од 1920. до 1926. године.
У порти храма налази се парохијски дом, који је подигнут 1980. године. У порти се налазила и црквена зграда у којој је до 1950. године радила сеоска основна школа. Стара зграда школе срушена је 1997. године а на њеном месту је саграђена нова.

## Изглед
Храм је једнобродна грађевина са кровом на две воде, апсидом и звоником изнад улазних врата у храм.